# Microdes
Microdes là một chi bướm đêm thuộc họ Geometridae.

## Hình ảnh

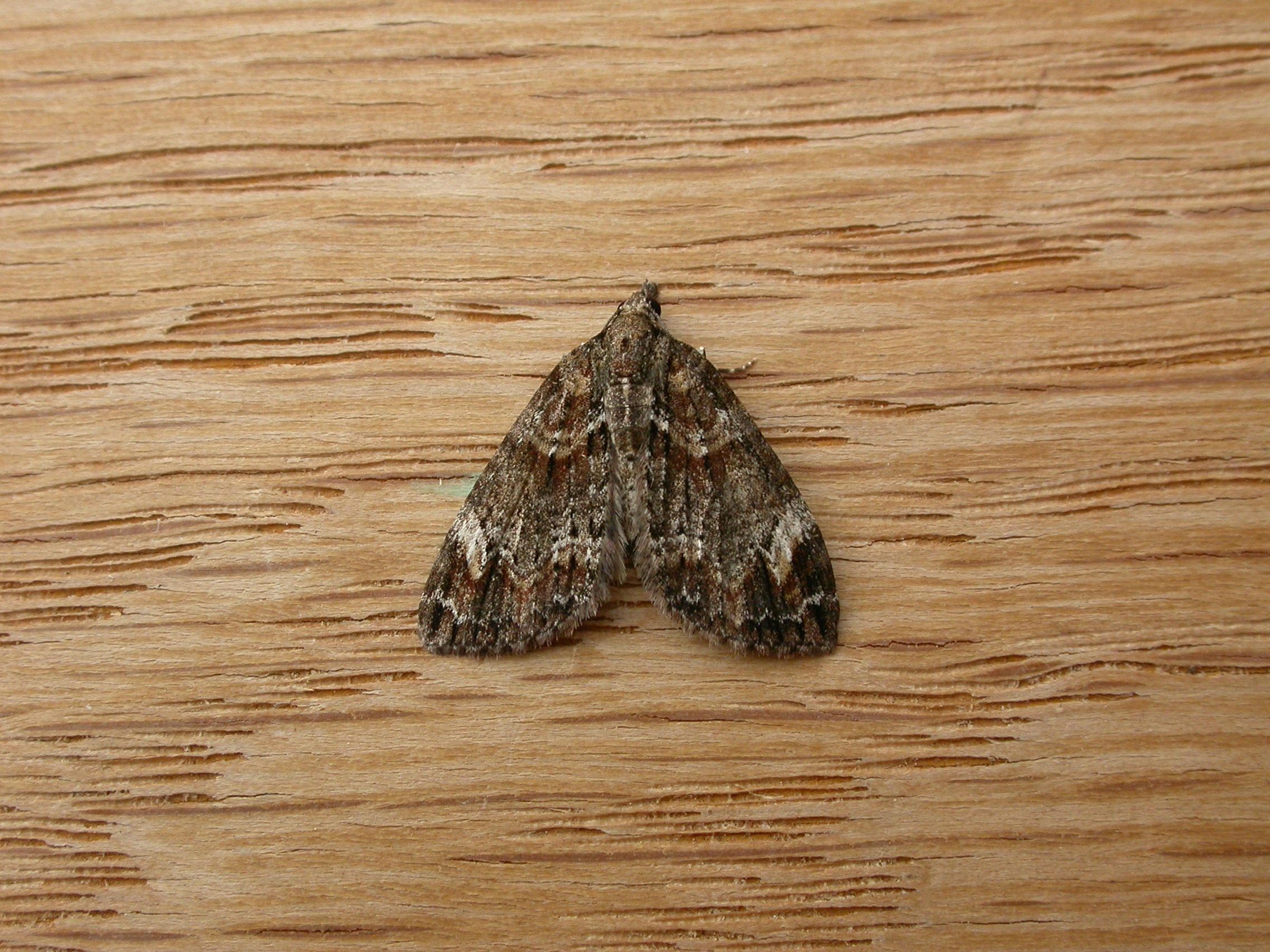

## Các loài
- Microdes arcuata
- Microdes asystata
- Microdes decora
- Microdes diplodonta
- Microdes epicryptis
- Microdes haemobaphes
- Microdes leptobrya
- Microdes melanocausta
- Microdes oriochares
- Microdes quadristrigata
- Microdes squamulata
- Microdes typhopa
- Microdes villosata